# Псевдотсуга Мензиса
Псевдотсуга Мензиса (лат. Pseudotsuga menziesii), также Дугласова пихта, Дугласия, Псевдотсуга тиссолистная — вечнозелёное хвойное дерево, вид рода Псевдотсуга (Pseudotsuga) семейства Сосновые (Pinaceae). Происходит из западных областей Северной Америки. Мощное, красивое вечнозелёное растение, достигающее высоты 100 м при диаметре ствола до 4 м. Образует огромные леса по всему побережью Тихого океана от Британской Колумбии до Калифорнии, в Монтане, Колорадо, Техасе и Нью-Мексико. Наряду с сосной жёлтой является одной из самых жароустойчивых хвойных пород мира, способных выдерживать длящуюся несколько дней подряд экстремальную жару с температурами воздуха почти до 50°C (как это наблюдалось, например, в канадской коммуне Литтон (Британская Колумбия), где в июне 2021 года фиксировались такие температуры. Разреженные хвойные леса (горная лесостепь) на склонах и у подножий гор в окрестностях этой коммуны как раз состоят из Pseudotsuga menziesii и Pinus ponderosa.

## Название
Вид назван в честь Арчибальда Мензиса (1754—1842), шотландского медика и биолога. В русскоязычной литературе встречается чаще всего под названиями «дугласова пихта» (в честь Дэвида Дагласа (Дугласа), переоткрывшего дерево в 1827 году) и «псевдотсуга тиссолистная» (или «лжетсуга тиссолистная»). Другие встречающиеся русские названия — лжетсуга Мензиса, дугласия тиссолистная, дугласова ель, орегонская сосна, пихта Дугласа.

## Описание
Внешне напоминает крупную пихту или ель.

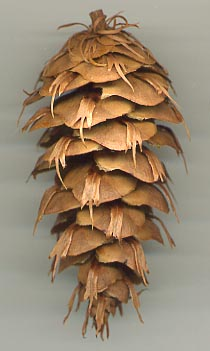
Шишка псевдотсуги Мензиса от дерева, выращенного из семян, собранных Дэвидом Дугласом

Крона коническая. Ветви на молодых деревьях приподнятые, на старых — горизонтальные. Молодые побеги голые, сначала оранжево-красные, позднее — красно-коричневые. Кора буровато-серая, у молодых деревьев — гладкая, у старых — бугорчатая и глубокоморщинистая.
Хвоя тёмно-сизо-зелёная, игольчатая, уплощённая, прямая, 2—3 см длиной. В поперечном сечении слегка напоминает бабочку. При растирании между пальцами, хвоинки издают характерный запах, напоминающий запах апельсина. Шишки висячие, яйцевидные, 5—10 см длиной. Чешуйки отогнутые. Семена созревают в первый же год.
Псевдотсуга Мензиса, точнее, её береговая разновидность — Псевдотсуга тиссолистная (англ.) является на сегодняшний день вторым по высоте хвойным деревом в мире, после Секвойи Вечнозелёной, и третьим — среди деревьев вообще (после Эвкалипта Царственного). Для старых деревьев обычной является высота 60—75 м, с диаметром ствола 1,5—2 м. Были задокументированы деревья максимальной высоты в 100—120 м с диаметром ствола 4,5—6 м. Для сравнения: высота 16-этажного здания составляет примерно 50 м, а полог типичного леса средней полосы России, как правило, не возвышается более чем на 25-30 метров.
Самая высокая из ныне живущих псевдотсуг Мензиса, «Doerner Fir», (ранее известная как Brummit fir), имеет 99,4 м в высоту, а наиболее широкая, «Queets Fir», имеет диаметр у основания ствола 4,85 м.
Обычно живёт более 500 лет, изредка до 1000 лет и более.

## Разновидности и сорта
Некоторые авторы выделяют более десяти разновидностей; имеется также множество сортовых форм, в том числе многоствольных, компактных, с сизой и сизо-зелёной хвоей. Среди сортов с необычной формой кроны выделяются многоствольная плосковершинная форма 'Compacta', карликовая 'Densa' и пониклая 'Glauca Pendula'.
Сортовые формы псевдотсуги Мензиса встречаются в садах крайне редко. Вместе с тем как природные, так и сортовые разновидности не только чрезвычайно морозоустойчивы, но и не страдают от весеннего солнца.
Широкое распространение в садах получил похожий на пышную голубую ель сорт 'Glauca' (разновидность Pseudotsuga menziesii var. glauca) — Псевдотсуга сизая, иногда выделяемая в отдельный вид. По сравнению с береговой формой псевдотсуги Мензиса, растущей на побережье Тихого океана, Псевдотсуга сизая имеет горное происхождение (Скалистые горы). Она не достигает такой большой высоты, как береговая разновидность (Псевдотсуга тиссолистная) — высота Псевдотсуги сизой на родине не более 40-50 м, — но зато она более неприхотлива и холодостойка и поэтому хорошо растёт даже в более северных районах. К тому же она лучше переносит городские условия.

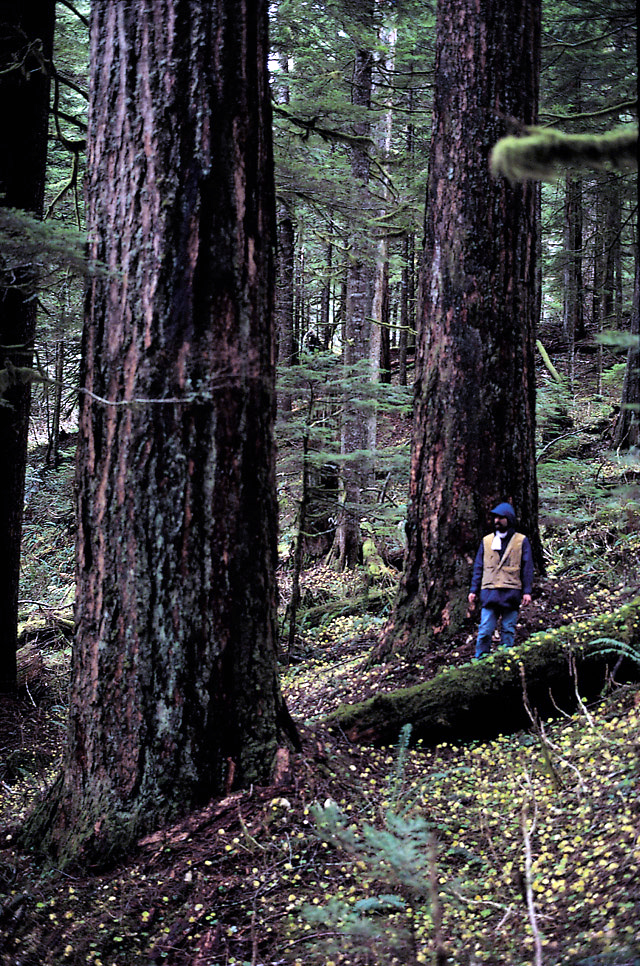
Старый лес
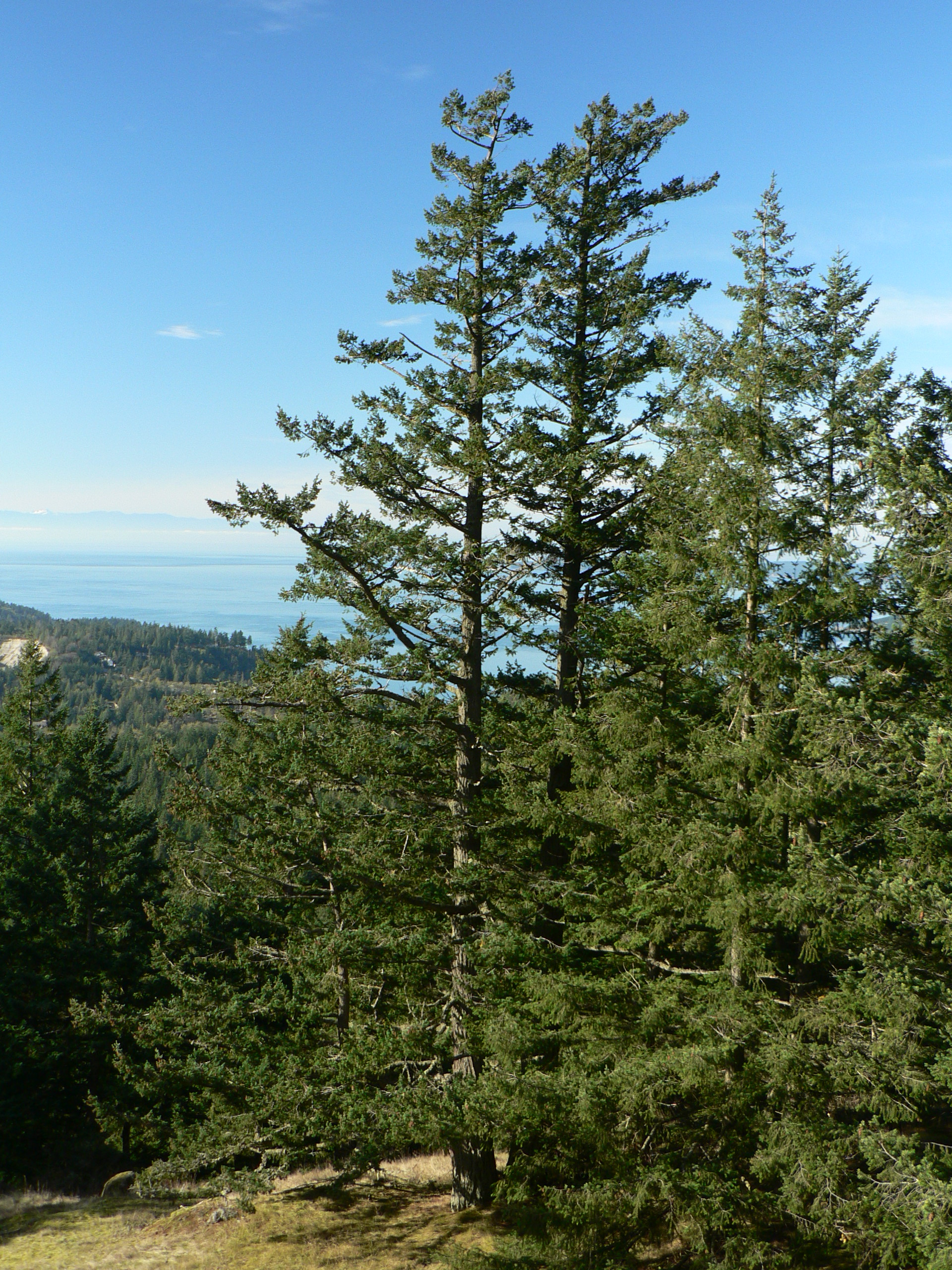
Молодой лес
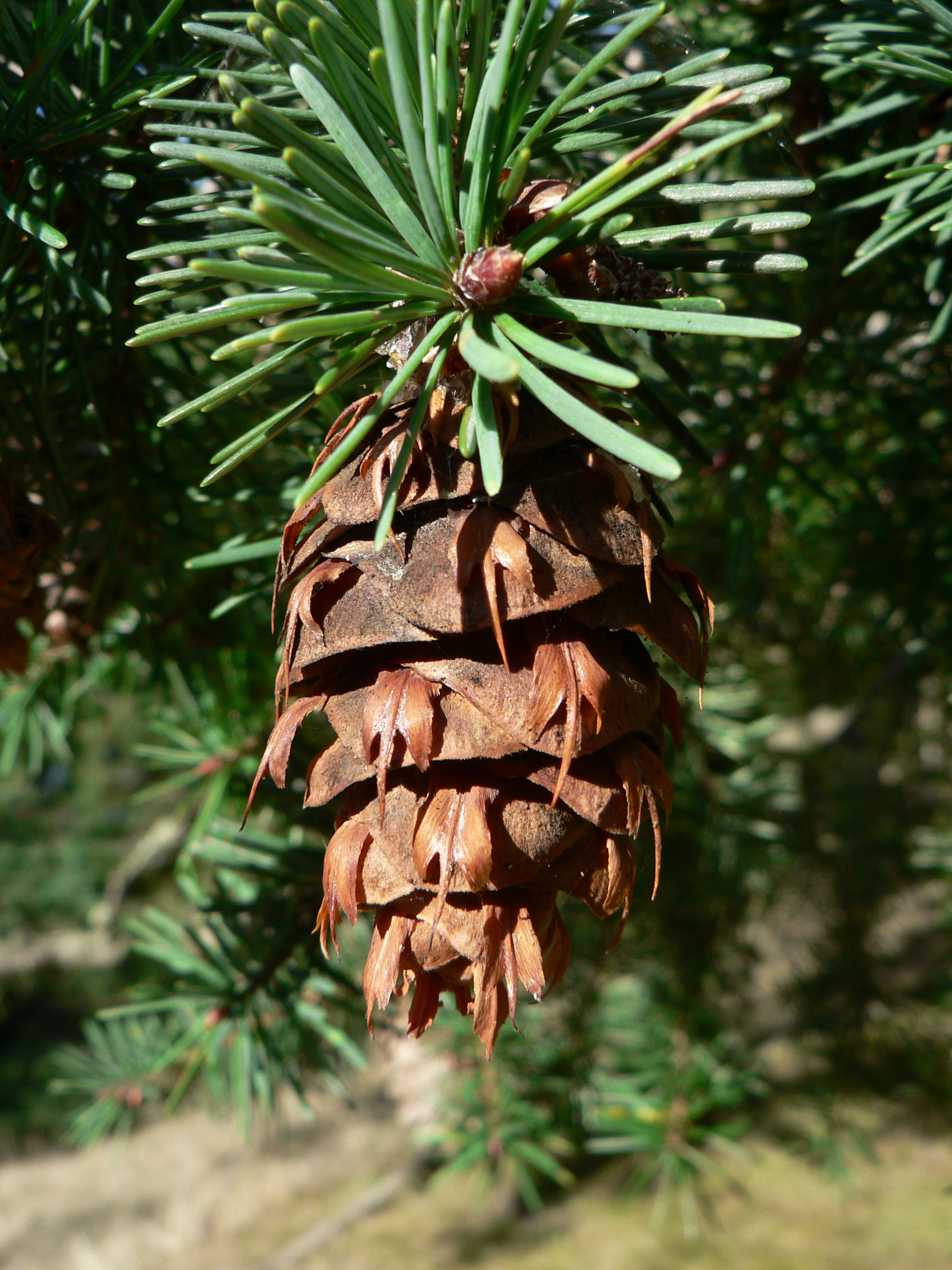
Упавшая шишка с хвоей
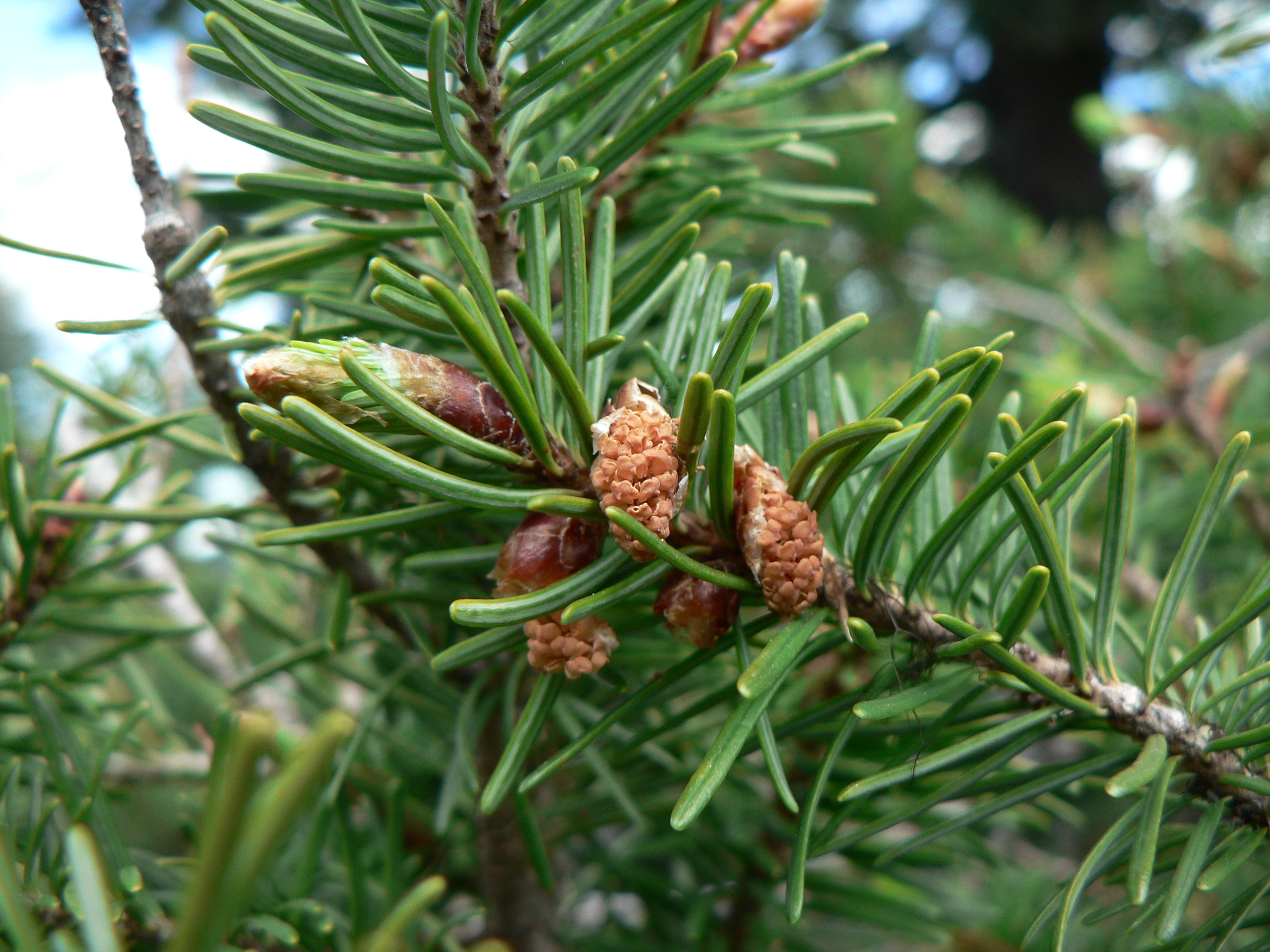
Ветка с упавшей шишкой
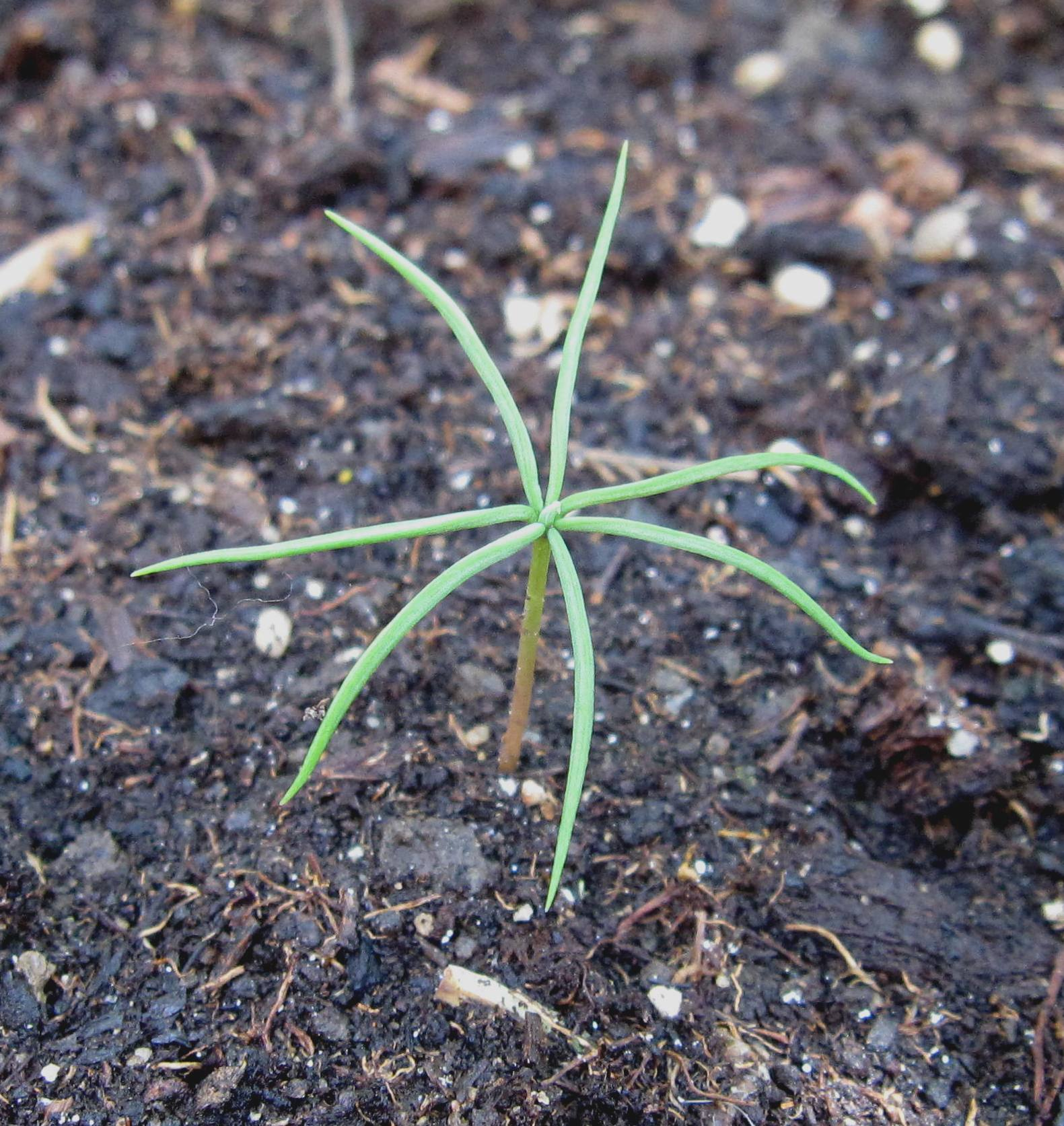
Двухнедельный сеянец
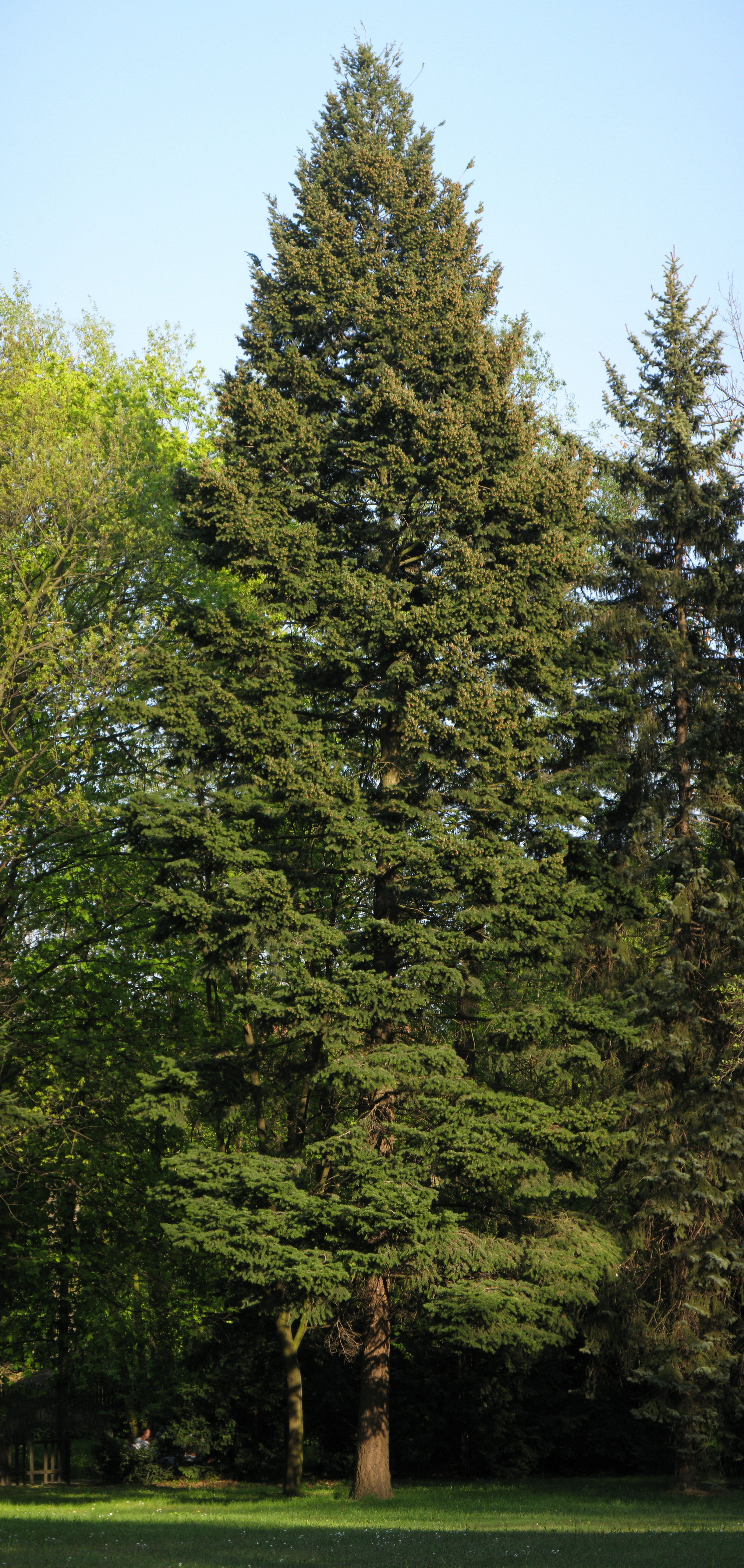
Взрослое дерево в Варшаве, Польша
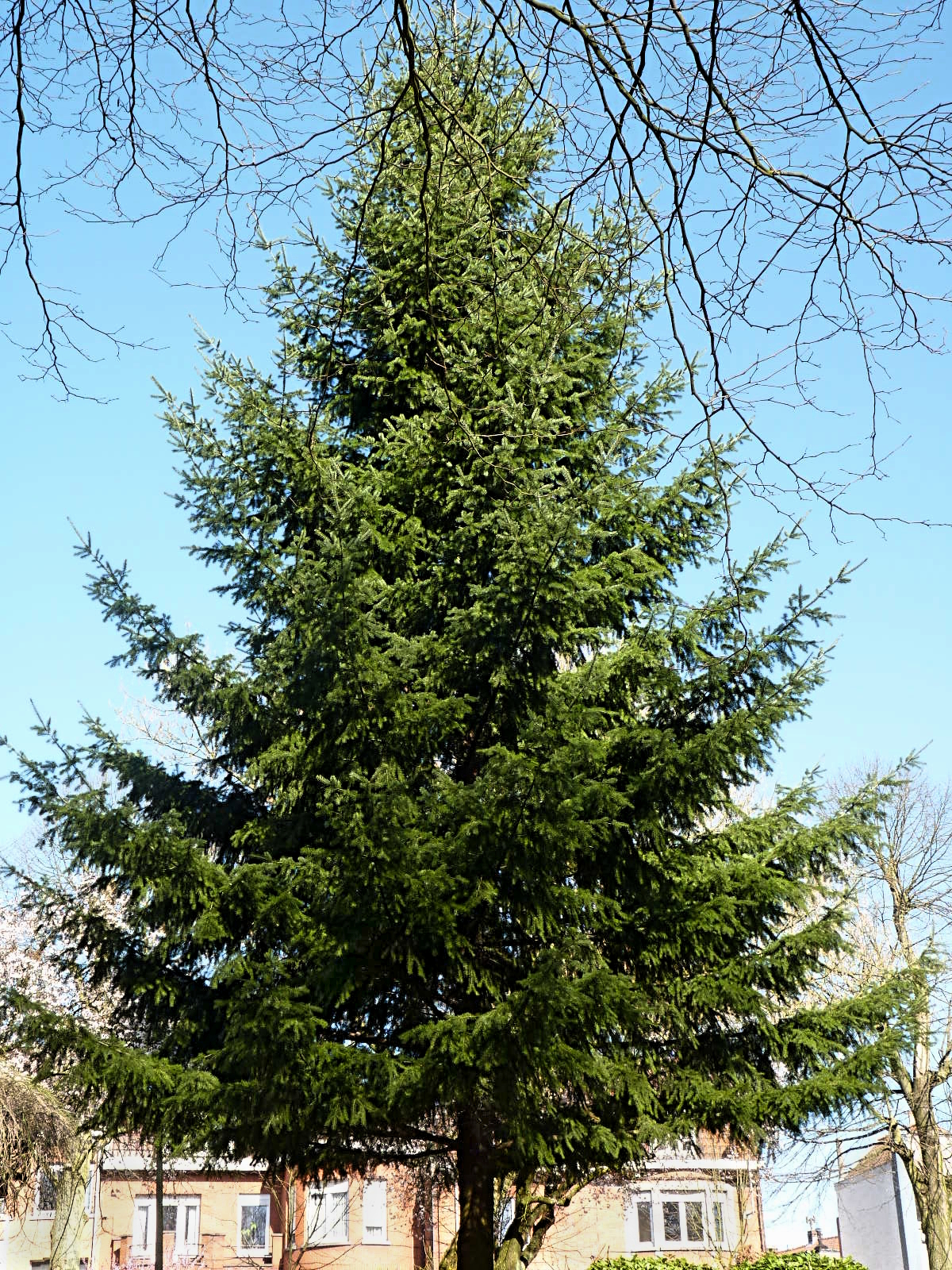
Молодое дерево в парке, Бельгия
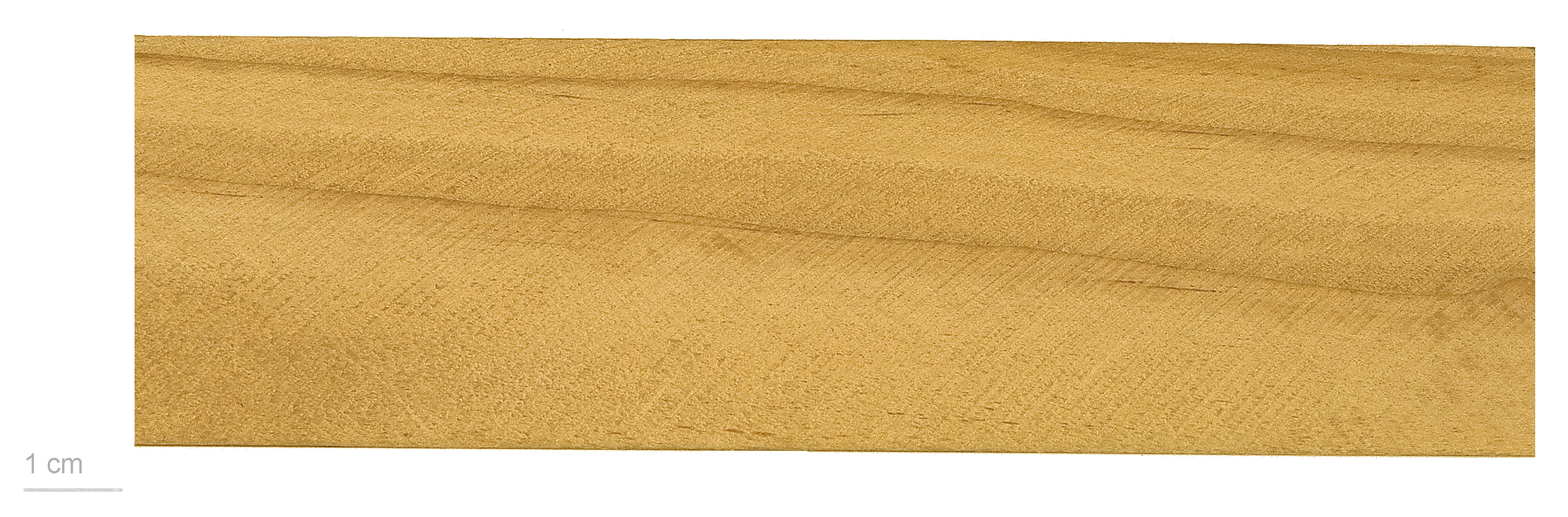
Pseudotsuga menziesii в Тулузском музее
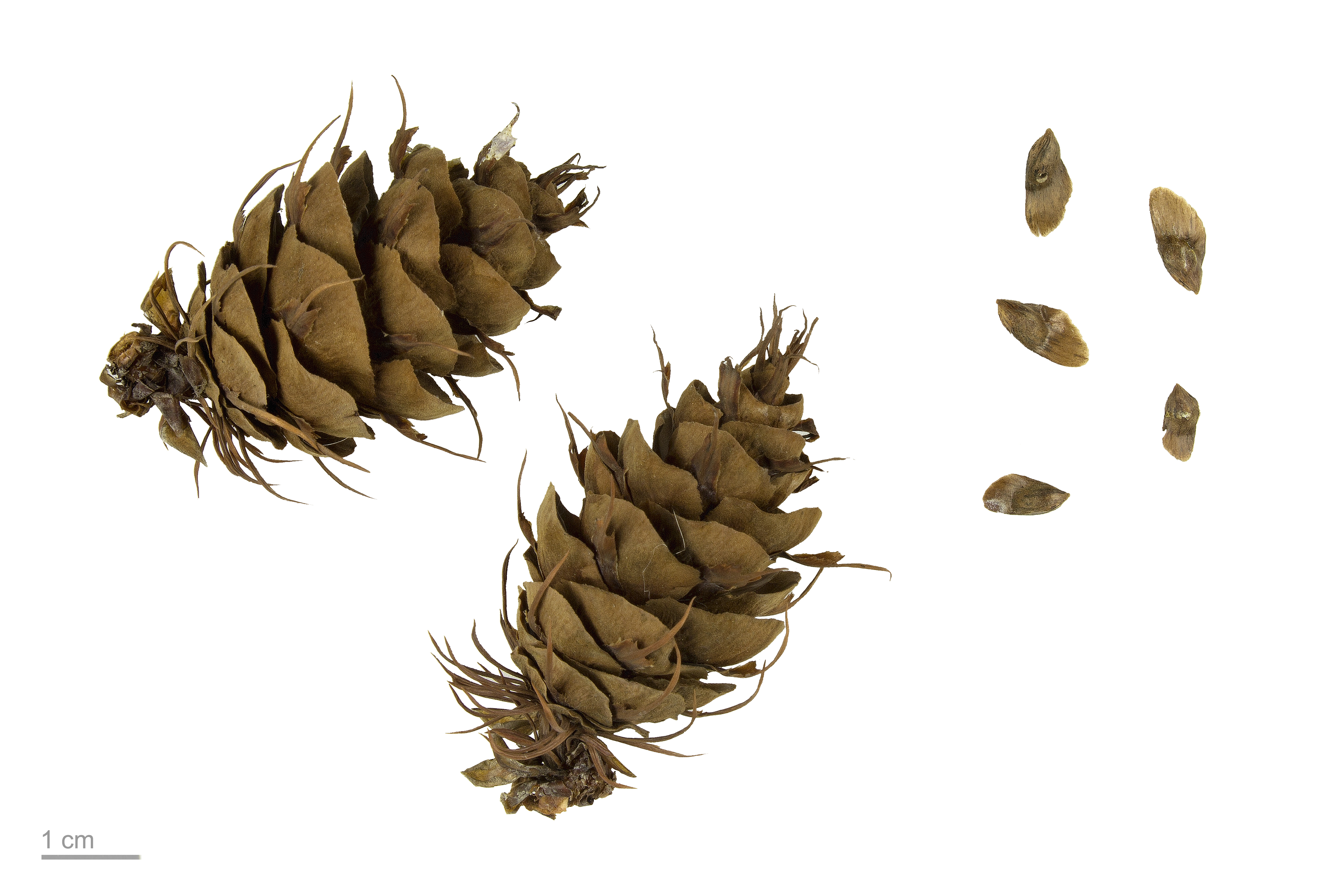
Pseudotsuga menziesii — Тулузский музей

## Зрелые деревья, доступные для осмотра вдендрарияхи парках
- Непейцевский дендрарий в г. Уфе

Псевдотсуга Мензиса представлена несколькими деревьями.
- Бирюлёвский дендрарий в г. Москве

Псевдотсуга Мензиса представлена на маточной площадке четырнадцатого участка и в виде двух отдельных деревьев на тридцать третьем участке вне маточных площадок.
Главный ботанический сад РАН, участок псевдотсуг.
- Парк Лесотехнического университета им. С.М. Кирова, г. Санкт-Петербург

В открытой для посетителей части "лаборатории" СПбГЛТУ псевдотсугу Мензиса можно встретить в нескольких экземплярах рядом с главным входом в первое учебное здание и возле могилы Э. Л. Вольфу.
- Академгородок г. Иркутска

Псевдотсуги были высажены усилиями СИФИБР (Сибирский институт физиологии и биологии растений)

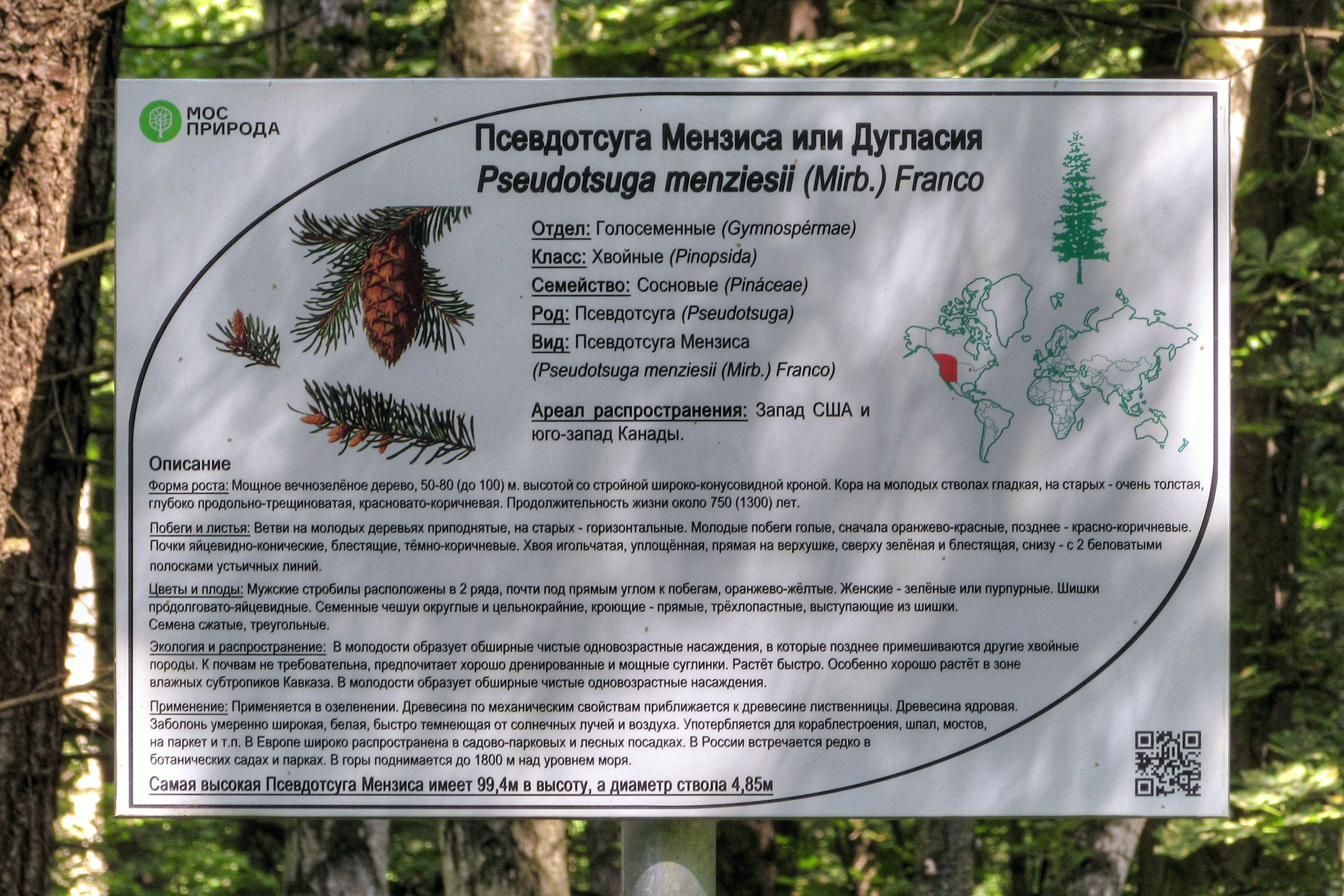
Табличка «Псевдотсуга Мензиса или Дугласия» на участке 14 Бирюлёвского дендрария

- г.Железногорск Курской области, сквер по ул.Ленина